# Black Lace
I Black Lace sono stati un gruppo musicale pop britannico, noto per le sue novelty Superman (una cover cantata in inglese di Gioca Jouer di Claudio Cecchetto), Agadoo e Do the Conga.

## Storia
Fondati a Ossett negli anni settanta e inizialmente composti da Steve Scoley, Terry Dobson, Colin Gibb, (nato Colin Routh) e Alan Barton i Black Lace vennero selezionati per rappresentare il Regno Unito all'Eurovision Song Contest 1979. La loro Mary Ann venne mal accolta nel corso dell'evento (si piazzò infatti soltanto al diciassettesimo posto) e il relativo singolo, pubblicato dalla EMI, ebbe scarso successo in termini di vendite. 
Divenuti poi un duo composto da Routh e Barton, i Black Lace decisero di votarsi alle novelty e i balli di gruppo dopo aver ascoltato Gioca Jouer, brano che allora godeva di grande successo nelle discoteche della Spagna. Seguendo quella formula, i Black Lace pubblicarono Superman (1983), una cover in inglese del brano di Claudio Cecchetto che raggiunse la top 10 britannica. Ebbe ancora più fortuna la successiva Agadoo (1984), inseritasi nelle classifiche di numerosi Paesi europei, mentre ebbero discreto successo le successive Do the Conga (1984), Hokey Cokey, una rivisitazione dell'omonimo ballo popolare e Wig-Wam Bam (1986), una cover degli Sweet. Sebbene godessero di grande notorietà negli anni ottanta, il successo dei Black Lace è quasi sempre rimasto confinato nel Regno Unito. La loro Agadoo venne parodiata nel brano The Chicken Song (1986), utilizzato nel programma satirico Spitting Image; stando a un sondaggio fatto nel 1998 in un punto vendita HMV di Londra, sarebbe la seconda canzone peggiore in assoluto dopo Barbie Girl degli Aqua.
Durante la metà degli anni ottanta, quando si scoprì che Routh aveva intrecciato una relazione amorosa con una minorenne, egli venne sostituito da Dene Michael. Nel 1987 Gibb rimpiazzò Barton quando questi decise di diventare membro a tempo pieno degli Smokie dopo essere stato per un breve periodo al contempo leader di questi ultimi e dei Black Lace. Barton morì in Germania nel 1995 a causa di un incidente stradale. Il duo britannico continuò la sua attività fino agli anni 2010 senza però riuscire a replicare il successo avuto negli anni ottanta. Nel 2009 Terry Dobson pubblicò una biografia della band intitolata And Then Came Agadoo. Nel 2016 Dene Michael fu costretto a scontare una pena in carcere di sei mesi per frode.

## Membri

### Ultima formazione
- Colin Routh (8 dicembre 1953 - 2 giugno 2024 deceduto)[5] – chitarra, voce
- Dene Michael – voce

### Ex membri
- Alan Barton (16 settembre 1953 - 23 marzo 1995 deceduto)[6] – chitarra, voce
- Terry Dobson – batteria, voce
- Ian Howarth – chitarra, basso
- Steve Scholey – voce
- Rob Hopcraft (1962 - 2020 deceduto)[7] – voce

## Discografia parziale

### Album in studio
- 1984 – Black Lace
- 1984 – Party Party
- 1985 – Party Party 2
- 1986 – Party Crazy
- 1993 – Action Party

### Singoli
- 1979 – Mary Ann
- 1979 – So Long Suzi Baby
- 1982 – Birds Dance
- 1983 – Superman
- 1983 – Hey You
- 1984 – Agadoo
- 1984 – Do the Conga
- 1985 – El Vino Collapso
- 1985 – I Speaka da Lingo
- 1985 – Hokey Cokey
- 1986 – Viva la Mexico
- 1986 – Wig-Wam Bam
- 1989 – I Am the Music Man
- 1990 – Gang Bang